# Kanton Pornic
Kanton Pornic (fr. Canton de Pornic) je francouzský kanton v departementu Loire-Atlantique v regionu Pays de la Loire. Tvoří ho pět obcí.

## Obce kantonu
- Arthon-en-Retz
- La Plaine-sur-Mer
- Pornic
- Préfailles
- Saint-Michel-Chef-Chef